# 中国书法史
中國書法歷史和中国文字使用的历史一样悠久。自从甲骨文发明以来，中国书法的字体经历了由篆书到隶书、草书、楷书、行书的发展阶段。每个阶段都产生了数量众多的书法家和书法作品，这些书法家和书法作品构成了中国书法的深厚传统。中国书法在古代已经是一门成熟的艺术，有丰富、完整、一脉相承的理论体系，很多理论著作是书法家艺术实践的总结，极大地影响了后人的书法学习和创作。
| 甲骨文 | 金文 | 大篆書 | 小篆書 | 隷書 | 草書 | 行書 | 楷書 |
| ------ | ---- | ------ | ------ | ---- | ---- | ---- | ---- |
|        |      |        |        |      |      |      |      |

## 成立萌芽

### 上古商周

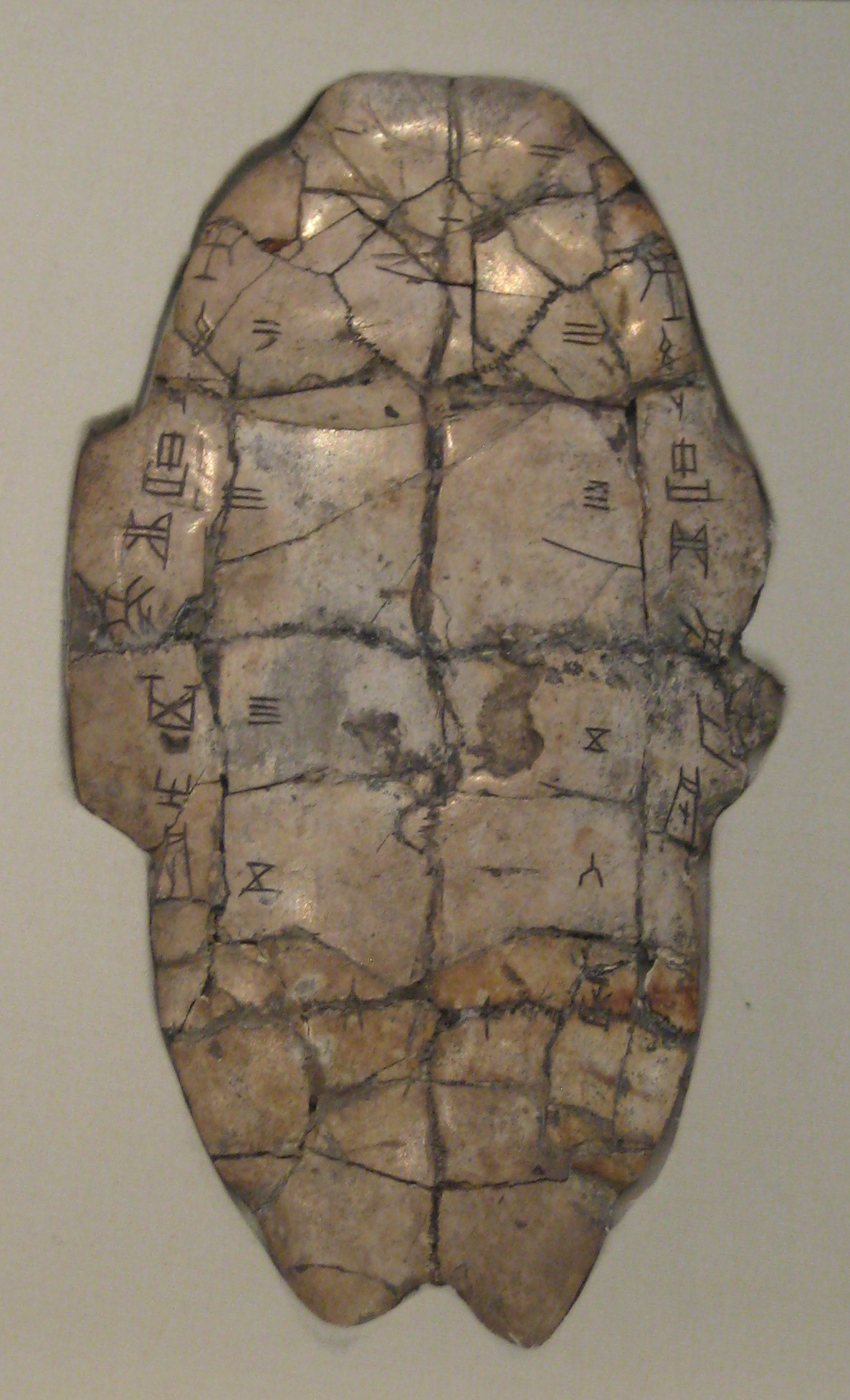
刻在龟甲上的甲骨文

一般认为中国书法的历史最早可以溯源到汉字的起源时期。原始汉字的面貌和形成时期没有确切的证据被发现，而目前发现的汉字最早的成熟形态是甲骨文。甲骨文是保留有部分象形文字色彩的汉字形态，从十九世纪末人们发现甲骨文到现在已经有超过15万片的甲骨出土。甲骨文开始成为人们艺术欣赏的对象，并从这些甲骨上发现了中国书法的元素：汉字书写的结体、布局等等。
显然，把文字刻写到坚硬的甲骨远比写到竹简、缣帛或纸张上，要难得多。人们大多认为，在使用甲骨文的时代，能够同时掌握文字识别和刻写技术的人是非常少的，而这些人可以说就是中国古代最早的一些书法家。尽管如此，在当时书法也不大可能从生活实用中区别出来，人们还没有有意识地去创造和欣赏书法作品。
商、周两个朝代，青铜器得到普遍地使用。一些青铜器上还铭刻有文字，这些文字被后人称为金文。由于铭刻有文字的青铜器的大多是钟和鼎，金文也称为钟鼎文。这些铭刻于钟鼎上的文字，大多是记述当时天子、诸王侯、贵族的祭祀典礼、狩猎、征战、诏命、封赐等国家政治和社会生活。
一般认为金文是继甲骨文之后的主要汉字形态，较早期的金文保存了很多和甲骨文风格相近的特点，后来则渐渐拉开距离，越来越具有独立的风格特征。也有人认为金文有自身独立的起源，而且它起源的时代甚至比甲骨文更早，只是由于周朝人“事鬼敬神而远之”（《礼记·表记》），主要用来占问鬼神的甲骨文不像在商朝那样受重视，所以导致了甲骨文的衰落和金文的盛行。
西周是金文的鼎盛时期，这个时期的金文风格雄浑厚重、典雅壮丽，代表作品有毛公鼎、大盂鼎和散氏盘。其中毛公鼎对后世的书法家影响很大，清朝书法家李瑞清甚至说：“毛公鼎为周庙堂文字，其文则《尚书》也；学书不学毛公鼎，犹儒生不读《尚书》也。”这句话说明毛公鼎被认为是学习书法的“必修课”。
周朝末期，在石鼓、碑石、摩崖等石制物体上铭刻文字开始出现，这些文字被后人称为石刻文字。石刻文字表现出了某些和金文不同的特点，但是金文和石刻文字都被归入“大篆”的范围。现存最早和最具代表性的石刻文字是石鼓文。
春秋、战国时期，竹简和木牍开始广泛作为主要的书写材料。从使用者的角度来说，由于简牍的廉价，文字从此才可能开始被一般的平民所掌握。文字学习和书写的主要群体，才可能开始由掌握专门技能的人变为一般的平民。而中国书法也开始有了比较广泛的生活基础。
春秋战国时代的中国在政治上是一个分裂的时期，在秦始皇帝统一六国之前，各诸侯国在文字、货币、度量衡方面都存在不同程度的差异。由于历史的原因，汉字形态的发展出现了民间和官方两条路线。因此，汉字的具体形态在从大篆向小篆的发展过程，并不是一个线性一致的过程。后来的人们就在这个时期的简牍文字中，发现了最初形态的隶书。
与简牍的广泛使用相适应，毛笔也开始作为主要的直接书写工具。在此后的两千多年里，毛笔一直是中国人主要的书写工具。使用毛笔书写成为中国书法的重要特点，从此中国书法的整体面貌就大致定型了。

### 秦朝兩漢

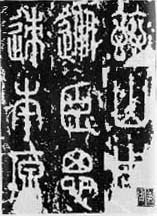
泰山封山刻石，相传为李斯所书

公元前221年秦始皇帝统一六国，建立秦朝。秦朝为了巩固统治，采取了一系列消除原诸侯国之间的各种制度差异的措施，其中就包括“同文书”（《史记·李斯列传》），即把原来各诸侯国所使用的各有差异的文字统一成为小篆。
东汉文字学家许慎在《说文解字·序》中叙述这段历史时说：“秦始皇帝初兼天下，丞相李斯乃奏同之，罷其不與秦文合者。斯作《倉頡篇》，中車府令趙高作《爰歷篇》，大史令胡毋敬作《博學篇》。皆取《史籀》大篆，或頗省改，所謂小篆也。”这说明，小篆是在皇帝的授意下，由当时的几位大臣负责，对当时各诸侯国的文字进行改造后，统一整理形成的标准汉字形态。由于李斯在书法方面的名气很大，后人把小篆也称为“李斯小篆”，认为小篆是李斯一人发明的字体。
小篆是中国第一个也是唯一一个由国家规定的标准汉字形态。从字体风格的角度来看，它具有规范整齐、匀称优美等特点，在秦朝灭亡后的两千多年里一直受到书法家们的喜爱，几乎历代都有善于书写小篆的大家出现。
秦始皇在「書同文」的過程中，也採納了程邈整理的隸書。在秦始皇統一六國前，基層官府即已採用戰國秦隸作為書寫公文的主要書體，如青川木牘。統一六國後，此一書體則稱為秦隸，如里耶秦簡、睡虎地秦簡等。
此外，小篆也是中国历代封建王朝制作官用印玺的首选字体，篆刻艺术就是受到这方面的影响而发展起来的。

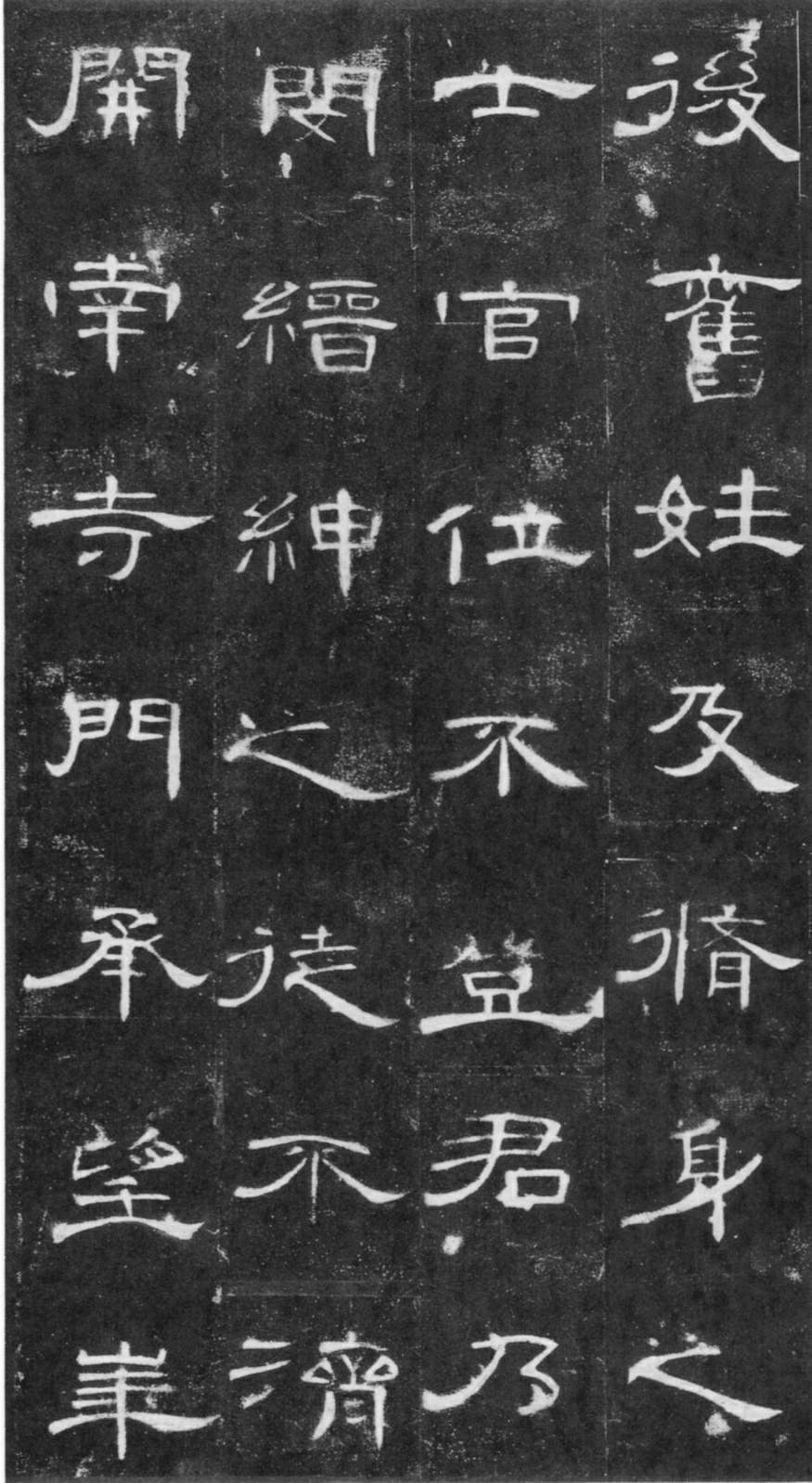
汉代隶书碑刻《曹全碑》拓片局部。局部所示文字为：“……後舊姓及修身之士，官位不登，君乃閔縉紳之徒不濟，開南寺門，承望華……”。

汉朝最通行的字体是隶书，因而“汉隶”被认为是隶书的典范。一般认为，隶书的起源时间可以追溯至战国，到秦朝时已经大致成型。小篆的笔画圆转匀称，写出来很美观，但是书起来比较慢，不能够适应实际生活中快速书写的要求；而隶书简化了小篆的笔画和书写方式，从而得到广泛地采用。
隶书的发明和普及，在汉字形态的发展史和中国书法史都是一项大变革，人们普遍认为，隶书是古今汉字的分水岭。汉代的隶书从笔画和结构上，都非常接近现代使用的汉字。实际上，隶书出现之后，汉字的各种字体在整体上都和隶书相近，而与小篆及以前的字体相去甚遠。这是因为在隶书出现以前的时代，由于社会生活对于文字记录的需求不足，以及书写材料的昂贵等原因，能够掌握汉字的识别和书写的人是很少的。汉字识别和书写的普及促成了隶书的出现，而隶书的使用反过来促进了汉字识别和书写。因此，隶书是一个以实用性为目的的字体，这种实用性使得它和以前的字体都不一样。也由于这个原因，隶书在其他字体出现后仍然没有退出日常的实用领域。
现存的汉隶作品主要是以石刻、碑文和帛书简牍的形式流传下来的，比较著名的作品有：石刻有《莱子侯刻石》、《开通褒斜道摩崖》、《鲁孝王刻石》等；碑文有《石门颂》、《乙瑛碑》、《西狭颂》、《郙阁颂》、《礼器碑》、《孔宙碑》、《史晨碑》、《华山碑》、《曹全碑》、《张迁碑》、《熹平石经》等；帛书和简牍有《长沙马王堆帛书》、《居延汉简》、《武威汉简》等。这些作品几乎都无法考证其作者，只有《熹平石经》据传是由东汉书法家蔡邕所书，另《大風歌碑》相傳為蔡邕大篆作品。其他著名的書法家如師宜官等也精通漢隸。
此外，除了主流的字体隶书之外，汉朝还新出现了草书，以及原始的楷书和行书。草书是在书写隶书的时候以更简化的笔画、更快的速度书写出来的一种字体，是书法艺术走向个人风格阶段的开端。汉章帝很喜欢草书，因而这时的草书也称为“章草”。东汉末年的张芝是第一位有名气的草书大家，他把早期的草书进一步简化为“今草”。

## 昌明發展

### 三国魏晋
到了三国、魏晋的时候，中国现在流行的大多数汉字字体都出现了。在这个时期，五种基本字体，篆书（包括大篆和小篆）、隶书、草书、楷书和行书，都已经基本发展成熟，其中草书、楷书和行书三种字体更是得到空前的发展。从此以后汉字字体上的发明基本停止，中国书法开始了以书法名家和流派为主线的发展历程，也逐渐有了正式的书法理论。同时这也是中国人开始有意识地创作和欣赏书法作品的时代，裴松之注《三国志》引用《吴录》关于书法家皇象的记载：“皇象字达明，广陵江都人，幼工书。”（《三国志·吴志·赵达传》）这表明擅长书法已经是一项值得史书记载的技艺。
更重要的是，这个时期出现了一些对后世影响极大的书法家，他们创作的很多作品被后世尊为中国书法的经典之作。三国时期的书法家钟繇擅长楷书，他的小楷作品《宣示表》，被后人誉为“正书之祖”。唐代书法理论家张怀瓘在《书断》中称赞他：“繇尤善书，于曹喜蔡邕刘德升，真书绝世，刚柔备焉。点画之间，多有异趣，可谓幽深无际，古雅有馀。秦汉以来，一人而已。”

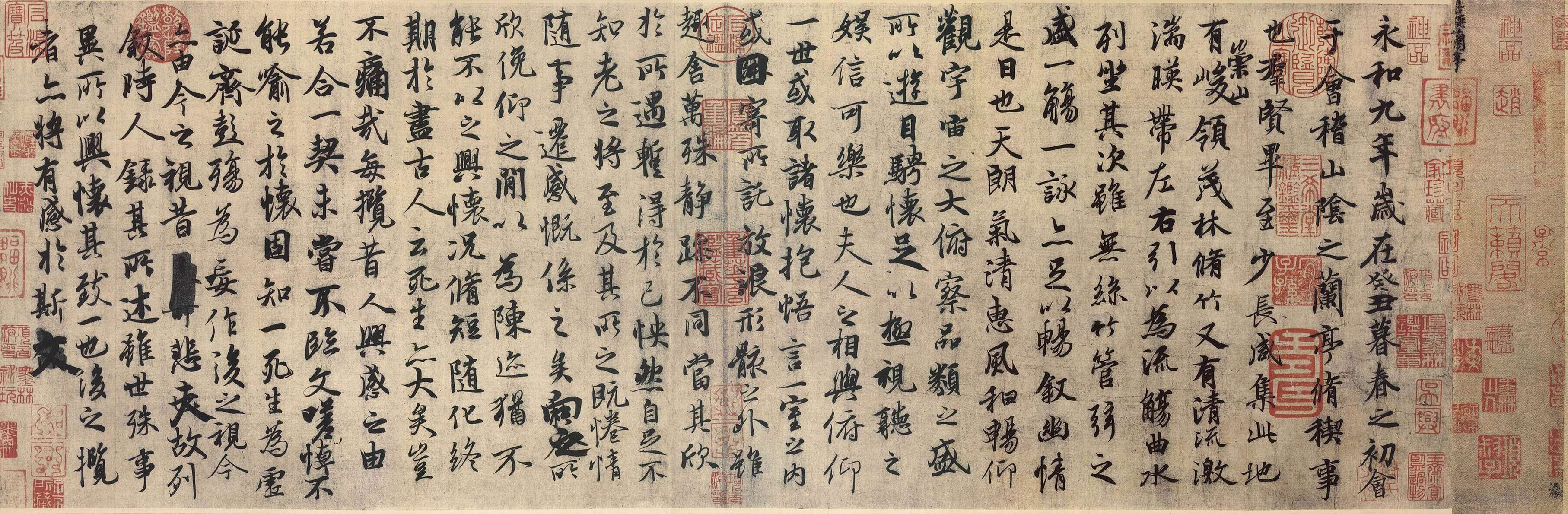
王羲之的《兰亭序》被誉为“天下第一行书”。

东晋时期的王羲之是中国书法史上公认成就最杰出的书法家，被誉为“书圣”。他的行书作品《兰亭序》，是中国书法史上最具有艺术魅力的作品之一，被后世称为“天下第一行书”。受王羲之影响，他的儿子王徽之、王玄之、王献之，孙子王淳之都擅长书法；尤其是王献之与其父齐名，两人并称“二王”。除了钟繇、王羲之父子以书法闻名的之外，还有一些当时的名士在书法上也颇有造诣，例如东晋大臣王导、谢安、庾亮，隐士戴安道；此外，还有出现了一位女性书法家卫夫人，她是王羲之早年的老师。
在书法理论方面，钟繇的《用笔法》，卫夫人的《笔阵图》，卫恒的《四体书势》，王羲之的《自论书》、《题卫夫人笔阵图后》、《记白云先生书诀》，索靖的《草书状》等，都是书法家从事书法实践的总结；而羊欣的《采古来能书人名》，则是中国书法史上第一部书法家列表。
人们普遍认为魏晋时期是中国书法的第一个高峰，由于魏晋时期的人们崇尚神韵、气度，后人就用“尚韵”来概括这个时期中国书法的整体风格。

### 南北朝

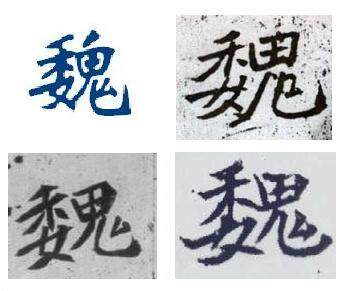
印刷和手写的魏体楷书：左上角为印刷字体，其余为碑刻的拓片。

南北朝时期开始于公元420年南朝宋取代东晋政权，结束于公元589年隋朝灭亡南朝陈。在此之间的160多年，中国南北方各出现了相继的、或相互并立又相继的若干个政权，一直是一种南北政权对峙的局面。
南北朝时期的书法继承了魏晋以来的成果，继续有所发展，尤其以楷书书法的成就最高。但是南朝和北朝在风格上却也表现出显著差异。清朝刘熙载在《艺概·书概》中评论：“南书温雅，北书雄健”；“北书以骨胜，南书以韵胜”。
由于这个时期战乱频仍，流传下来的南北朝书法作品，除了少量墨迹和写经，其余大部分都是碑刻和墓志铭。南朝书法更多继承了东晋的遗产，传世主要作品有：碑刻有《爨龙颜碑》、《瘗鹤铭》等；墓志铭有《刘怀民墓志》、《吕超静墓志》、《刘岱墓志》、《桂阳王妃慕昭墓志》等；墨迹有南朝齐王僧虔《太子舍人帖》、王慈《尊体安和帖》等；写经是南朝佛教昌盛的结果，主要作品有南朝齐《佛说欢喜普贤经》，南朝梁《华严经卷》、《佛说金刚般若波罗密经》等。北朝碑刻数量众多，其中以魏碑成就最为显著，是汉字楷书书法的典范之一。例如，被称为“龙门四品”的《杨大眼造像记》、《始平公造像记》、《孙秋生造像记》和《魏灵藏造像记》，它们只是其中的小部分。北朝的墓志铭数量更是前所未有，代表作有《元怀墓志》、《张黑女墓志》、《崔敬邕墓志》等。
南北朝时期流传下来的绝大部分作品都无法考证其作者，由此却可见书法艺术的繁盛。流传下来有名有姓的书法家也很多，南朝主要有羊欣、范晔、王僧虔、萧子云、萧衍、陶弘景等；北朝有崔浩、郑道昭、赵文渊、王长孺等。这些人里面，萧衍是南朝梁的开国皇帝，是有名的皇帝书法家；范晔、王僧孺和萧子云是文学家，而陶弘景则是医学家。
南北朝的书法直接影响了隋唐的书风，隋唐时期的书法家智永、欧阳询、虞世南直接取法于南北朝的碑刻，清朝则兴起了推崇南北朝碑刻和墓志的“碑学”流派。

## 追述革新

### 隋唐五代
隋唐时期是中国历史上秦汉以来的又一个持续时间较长的大一统时期，这个时期在很多方面也达到了秦汉以来的又一个高峰。科举制度作为选拔官吏的主体制度在隋唐时期正式确定下来，知识分子无论出身如何都可以通过科举入仕。文学方面，诗歌有“李杜诗篇万古传”，散文有韩愈“文起八代之衰”。同样，主要以诗文为文字内容的书法艺术也得到了众多士人的喜爱和修习。
隋朝立国时间较短，在风格方面还有很多对南北朝书法的继承因素，但是隋朝的楷书在整体上已经逐渐趋于平正、规整，并且显示出融合南朝和北朝不同书风的气象。智永是隋朝书法的代表人物，他的书法对初唐四家之一的虞世南影响很深。他的代表作《真草千字文》，不但唐朝时学习书法的人很少有不拿来临摹学习，而且现在还是人们学习楷书和草书常用的范本之一。隋朝的碑刻和墓志铭以《董美人墓志》为代表，被人们认为是上承北魏、下启唐朝的作品。
唐太宗李世民非常喜好书法，尤其是王羲之的作品，曾经用重金搜罗王书，死后还把《兰亭序》陪葬于昭陵。他的这种喜好有助于唐朝书法艺术的繁荣，而王羲之一派的书风能够在书法史上长期居于主流地位，也与李世民对王书的推崇分不开。李世民本人的书法也被后世称颂，他的行书作品《晋祠铭》是现在发现最早的行书碑刻。

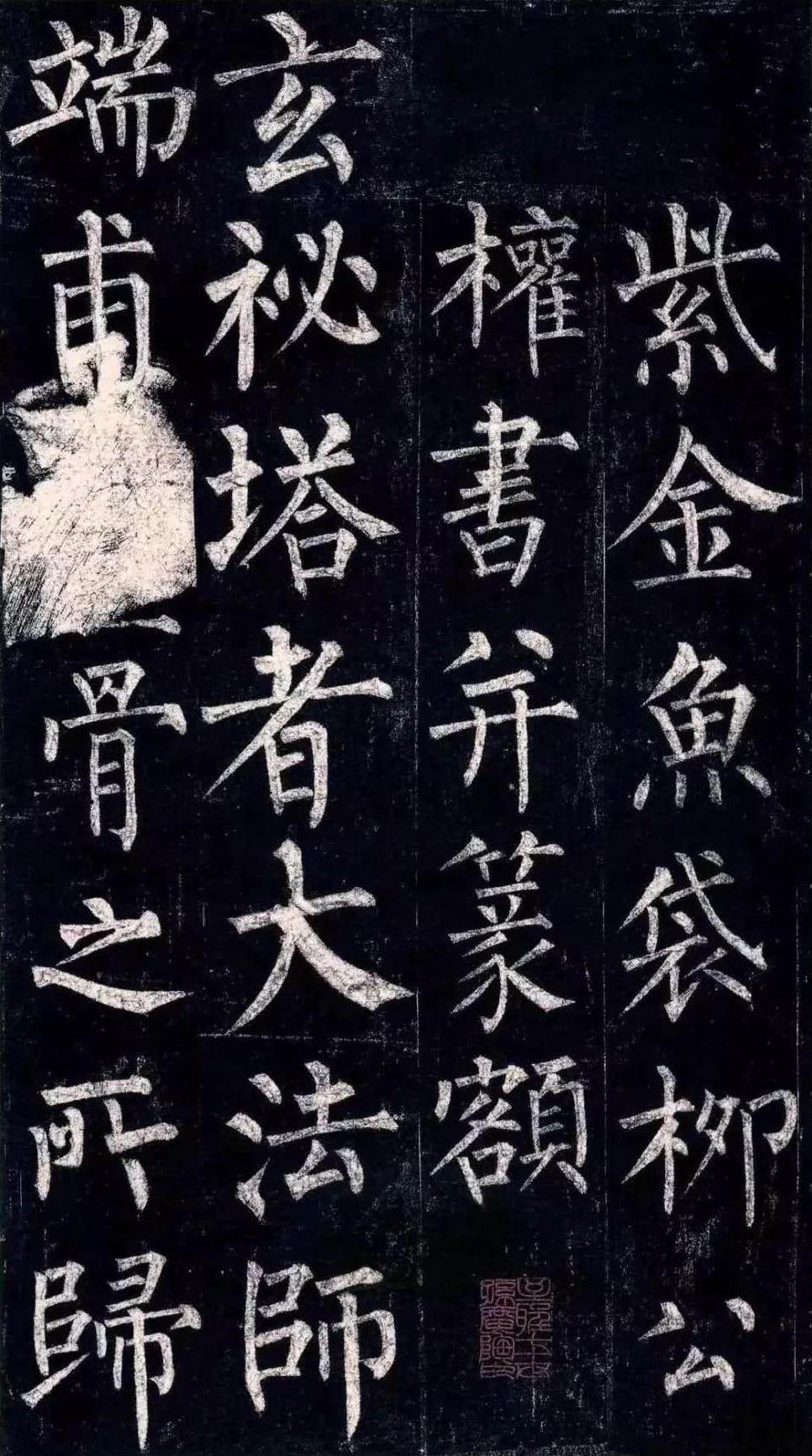
柳公权楷书《玄秘塔碑》拓片（局部）。

唐朝在楷书方面成就最为后世推崇，“唐楷”以法度严谨的整体风貌著称，在中国书法史上与“秦篆”、“汉隶”并列，是手书汉字形态的典范之一。唐朝擅长楷书的书法家很多，对后世影响深远。虞世南、褚遂良、欧阳询和薛稷并称“初唐四家”，都是擅写楷书的大家。颜真卿的楷书被称为“颜体”，他之前的楷书风格大多以“瘦硬”为特点，而颜体则看来筋骨丰满，笔力雄健，他因此也被视为楷书的改革者、书法史上继王羲之以来最有影响力的大师。柳公权也是一位楷书大家，与颜真卿并称“颜柳”；他的楷书被称为“柳体”，也是最受人们喜爱的楷书字体之一。
唐朝书法的成就是多方面的，除了楷书，草书、行书、篆书也有众多书法家和作品产生。张旭和怀素人称“颠张醉素”，是唐朝最负盛名的两位草书大家，他们开创了草书中最挥洒如意的“狂草”。唐玄宗年间，张旭的草书和李白的诗歌、裴旻的剑舞并称“三绝”。此外，李邕的行书碑刻、李阳冰的篆书碑额、孙过庭的草书《书谱》都是非常著名的作品。
在书法理论上，唐朝也富有成果：孙过庭的《书谱》既是一件完整的书法作品，也是一部系统的书法理论著作。欧阳询的《三十六法》，主要阐述了书法的笔势和结体。颜真卿的《述张长史笔法十二意》体现了张旭书法修养的全面性，还说明了唐代书法家在理论上的继承关系。张怀瓘是当时最博学多识的书法理论家，著有《书议》、《书断》、《文字论》、《六体书论》等，尤其《书断》是书法史上最有名的理论著作之一，主要阐述了汉字各书体的发明和演变，品评了自秦汉至当时的书法家共一百二十余人。张彦远编的《法书要录》则是一部中国书法理论著作总集，辑录了中国自东汉至唐朝元和年间的书论法理著作三十多种。
唐朝书法是晋朝以来的有一个高峰，因此后人多以“晋唐”并称，而后来学习书法的人也有很多先是从唐人入手，向颜、欧、褚、虞等人学习，然后上溯至晋人，直接取法“二王”。整体上，唐朝书法崇尚法度，对于后世学习书法的人而言一方面有规律和方法可以依据，另一方面对法度的过分强调又会抑制人们创造性的发挥，造成一些消极的影响。
唐朝灭亡之后，中国历史再次出现分裂和割据的局面，持续时间长达半个多世纪（907年－960年）。五代十国时期战乱不断，民生凋敝，风流扫地，后来苏轼评论这个时期的书法创作说：“自颜柳氏没，笔法衰绝，加以唐末丧乱，人物凋落，文采风流，扫地尽矣。独杨公凝式，笔迹雄杰，有‘二王’、颜柳之余，此真可谓书之豪杰，不为时世所汩没者。”由于政治和经济的影响，五代十国的书法创作也相对冷清。大体继承了唐朝的书法风格，但是已经有所变化。代表人物杨凝式本人是唐朝的进士，在书法上早年学欧阳询、颜真卿，后来取法王羲之父子，书风由规矩变为放逸，让人耳目一新。宋朝的书法家大都对杨凝式评价很高，因此杨凝式在唐宋书风之间承前启后的作用非常明显。杨凝式的代表作《韭花帖》，已开宋朝书法崇尚“意趣”之先河。

### 宋辽金
公元960年，赵匡胤建立宋朝，结束了五代十国时期的分裂混战局面。宋朝立国长达300余年（960年－1279年），大部分时期社会比较安定。由于朝廷实行“重文轻武”的政策，在军事方面，宋朝经常无法抵挡北方政权的侵扰，但是在文学、艺术、科技和哲学思想方面，却取得了很高的成就。
宋朝初期，持续战争对民生造成破坏余绪未平，宋太祖是典型的行伍出身的军人，虽然在大臣的建议下，实行重视文官治国的制度，但是文艺的繁荣不是一朝一夕的事情。文学家欧阳修曾感慨：“书之盛莫盛于唐，书之废莫废于今。”但是不久情况就发生了变化，蔡襄、苏轼、黄庭坚和米芾相继出现，被后人合称为“宋四家”，宋朝书法一时变得光辉灿烂。
宋朝書法尚意，此乃朱大倡理學所致，意之內涵，包含有四點：一重哲理性，二重書卷氣，三重風格化，四重意境表現。這些在書法上有所體現，如果説隋唐五代的尚法，是求“工”的體現，那麼到了宋代，書法開始以一種尚意抒情的新面目出現在世人面前。這就是要墀書家除了具有“天然”、“工夫”兩個層次外，還需具有“學識”即“書卷氣”，北宋四家一改唐楷面貌，直接晉帖行書遺風。
面对唐朝的书法成就，宋朝的书法家有所变革和突破。苏轼总结自己的书法特点时说“我书意造本无法，点画信手烦推求”，与唐朝书法崇尚法度的做法相反，信手而来，追求个人的自由创造。黄庭坚早年学习周越，俗气未脱，后来师从苏轼，“乃得古人笔意”，擅长行书和草书，和苏轼齐名。米芾在继承传统上用的功夫最深，自称他的书法是“集古字”。他先是遍习唐朝颜、柳、欧、褚诸家，后来接受苏轼的建议，开始学习晋朝人的书法。这种转益多师的经历，使得他能够在继承传统的基础上创新。他的书法是传统的法度与自己的个性兼备，因此明朝书法家董其昌在《画禅室随笔》中说，“吾尝评米字，以为宋朝第一，毕竟出于东坡之上”，对他的书法推崇备至。蔡襄的书法由于恪守晋唐法度而显得创新意识不足，但是他辈分最长，书法成就全面，是一个过渡性质的关键人物。
“宋四家”之外，宋朝的许多文人、大臣和皇帝也擅长书法。例如欧阳修、范仲淹、蔡京、宋徽宗赵佶、宋高宗赵构、秦桧、岳飞、范成大、陆游、张孝祥、朱熹、姜夔、文天祥等。其中特别值得一提的是宋徽宗赵佶，他的楷书瘦直挺拔，自成一体，被后人称作“瘦金体”。

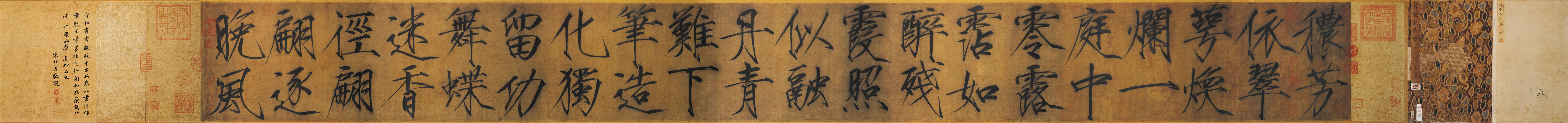
赵佶“瘦金体”楷书作品《秾芳诗帖》。

中国书法发展到宋代，已经有了晋、唐的高峰在前头，宋人面临着丰富的书法作品遗产要整理和继承，而他们在这方面的成绩也相当可观。刻录于公元922年（宋太宗淳化三年）的《淳化阁帖》，是中国书法史上最早的法帖总集，被誉为“法帖之祖”。《淳化阁帖》收录了从三代到唐朝一百多位书法家的四百余幅作品，原刻本深藏于皇室和王公大臣之家，后来以翻刻本的形式流入民间，并且引起其他书法丛帖的大量出现，对后世造成极为深远的影响。从此，以《淳化阁帖》为滥觞的各种法帖，就成为人们学习书法的范本，这种“帖学”独大的局面直到清朝“碑学”兴起才被打破。
辽、西夏和金都是与宋并立的少数民族政权，辽的前身契丹建国时间还在北宋之前，而金和西夏的立国则都早于南宋。这些政权和汉族的宋政权经常发生战争，但是在文化方面都受到汉族文化不同程度的影响。辽朝的契丹文是参照汉字创制的，但是只通行于契丹族人中，而且辽朝统治阶层的人大多通晓汉文，所以汉字文化也在辽朝受到推崇，不过，尽管如此，辽朝并没有出名的书法家和作品流传下来。西夏和金的情形和辽朝相似，由于他们的文字都只通行于本民族中间，所以在他们所建立的政权灭亡之后，其民族文字逐渐变得无人使用，遑论文化的传承。

### 元朝
蒙古人忽必烈建立的元朝，于公元1279年消灭了南宋王朝最后的抵抗力量，统一中国。元朝在军事上的强大，使得它拥有广阔的疆域，然而能够排除外患的干扰，致力于发展经济和文化。元朝在其统治初期就恢复了科举制度，尊崇属于汉文化的代表人物孔子。但是，在元朝实行的种族制度下，一般汉族人却遭受歧视和不平等对待。很多汉族的士人无法在政治上有所作为，便潜心于书画等技艺；另一方面，其他民族的知识分子也受他们影响，出现了一些少数民族书法家。
元初經濟文化發展不大，書法總的情況是崇尚復古，宗法晉、唐而少創新。雖然在政治上元朝是異族統治，然而在文化上卻被漢文化所同化，與宋不拘常法的意境追求不同，元朝之意表現為刻意求工的開式美的追求，所以蘇軾標榜的是“我書意造本無法”，赵孟頫在书法方面成就非常全面，篆隶真行草各体皆精，尤其是他的楷书，风格典雅秀美，人称“赵体”，与颜真卿的“颜体”、柳公权的“柳体”、欧阳询的“欧体”齐名，至今仍是最受人们喜爱的楷书典范之一。趙孟頫鼓吹的是“用筆千古不易”前者追求率意之意，後者才強調有意之意。元朝書壇的核心人物是趙孟頫，他所創立的楷書“趙體”與唐楷之歐體、顏體、柳體並稱四體，成為後代規摹的主要書體。在元朝書壇也享有盛名的還有鮮于樞、鄧文原，雖然成就不及趙孟頫，然在書法風格上也有自己獨到之處。他們主張書畫同法，注重結字的體態。

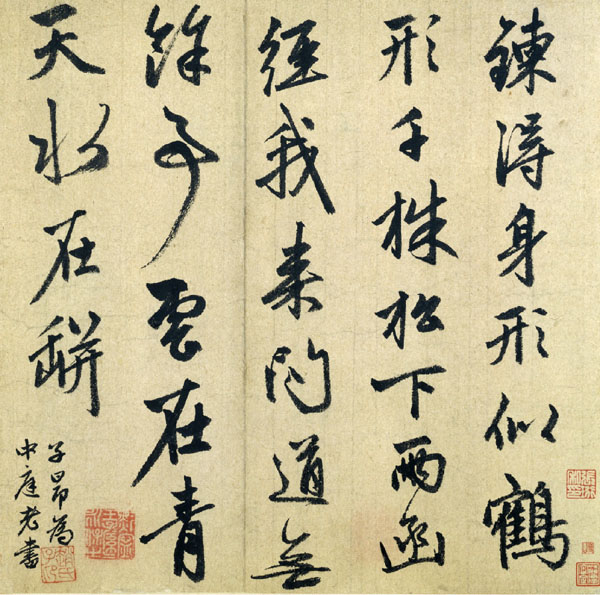
赵孟頫行书自作七绝诗。其辞曰：煉得身形似鶴形，千株松下兩函經。我來問道無餘事，雲在青天水在瓶。子昂爲中庭老書。

赵孟頫主张学习书法应广泛汲取古人的长处，在他的影响之下，元朝的士人学习书法多以“复古”为尚：一方面，元朝的书法家以晋、唐人的作品为榜样，重视书法基本功的训练，与宋人作书崇尚“意造”的旨趣大异；另一方面，和赵孟頫本人的成就相似，元朝的书法作品也呈现出一种不同于前朝的多样性，不但行书、草书出现了成就很高的书法家，楷书的成就也高于宋朝，更难得的是，像章草这种几乎绝迹的古书体也有书法家下功夫研习，并且取得了相当的成就。
鲜于枢与赵孟頫齐名，但影响略小，尤其擅长行、草书，赵孟頫说：“余与伯机同学草书，伯机过余远甚，极力追之而不能及，伯机已矣，世乃称仆能书，所谓无佛出称尊尔。”除去赵孟頫的自谦，也可见鲜于枢草书成就之高。与他们同时代的书法家邓文原则擅长章草，是研习这种古书体不多见的名家之一。康里巙巙稍晚于赵孟頫，也以草书名世，是少数民族书法家的代表人物。

## 學古創變

### 明朝
1368年，朱元璋在应天府称帝即位，建立明朝。同年秋天，明朝将领徐达攻克大都，结束了元朝在中原地区的统治。朱元璋出身社会底层，对民间疾苦深有体会，明朝初年，采取轻徭薄赋的休养生息政策，使经济民生得以好转。不久，便恢复了通过科举考试选拔官吏的制度，后来更要求科举考试必须采用八股文的形式作答。
八股取士的做法不但对文章的格式规范有特定的要求，而且对书写文章所用字体的风格也有明确导向，也就是倡导“台阁体”。台阁体并不是以某个书法家的作品为范本，而是明朝官方所提倡的书法风格，即一种端庄雍容、规范整齐的风格。由于科举是普通读书人入仕的主要途径，写八股文、练台阁体就成了他们的必修课。倡导台阁体的结果，就是造成书法风格的千人一面，没有个性。受此影响，明初书法除了擅长章草的宋克等少数书法家之外，整体水准不高，能够代表明代书法成就的书法家，还没有出现。
明中期，以吴中四才子——祝允明、文征明、唐寅和王宠——为代表的文人书法，体现了这个时期的书法成就。祝允明、文征明和唐寅都是当时知名的大才子，以诗文名揚天下，而文、唐二人在绘画上也是当世巨擘，王宠则擅长篆刻。这些人艺术修养全面，书法风格方面追求个性，与仕途必修的台阁体书风截然不同。祝允明的草书成就最高，清朝朱和羹在《临池心解》中这样评价他：“祝京兆大草深得右军神理，而时露伧气；小草则顿宕纯和，行间茂密，亦复丰致萧远，庶几媲美褚公。”文征明小楷名动海内，代表作《千字文》被认为可比肩王羲之《圣教序》。唐寅书名为画名所掩，主要学赵孟頫但笔力稍弱。王宠晚年书法大巧若拙，自成一格。总体而言，他们学习书法多从近朝书法家入手，向赵孟頫、苏轼、黄庭坚、米芾等人学习，然后循唐代大家褚遂良、虞世南、欧阳询、颜真卿而上，最后取法二王、钟繇，而且都能形成自己独特的风格。这种由近而远的师法路径，至今仍被人们广为效仿。
元初經濟文化發展不大，書法總的情況是崇尚復古，宗法晉、唐而少創新。雖然在政治上元朝是異族統治，然而在文化上卻被漢文化所同化，與宋不拘常法的意境追求不同，元朝之意表現為刻意求工的開式美的追求，所以蘇軾標榜的是“我書意造本無法”，趙孟頫鼓吹的是“用筆千古不易”前者追求率意之意，後者才強調有意之意。元朝書壇的核心人物是趙孟頫，他所創立的楷書“趙體”與唐楷之歐體、顏體、柳體並稱四體，成為後代規摹的主要書體。在元朝書壇也享有盛名的還有鮮于樞、鄧文原，雖然成就不及趙孟頫，然在書法風格上也有自己獨到之處。他們主張書畫同法，注重結字的體態。

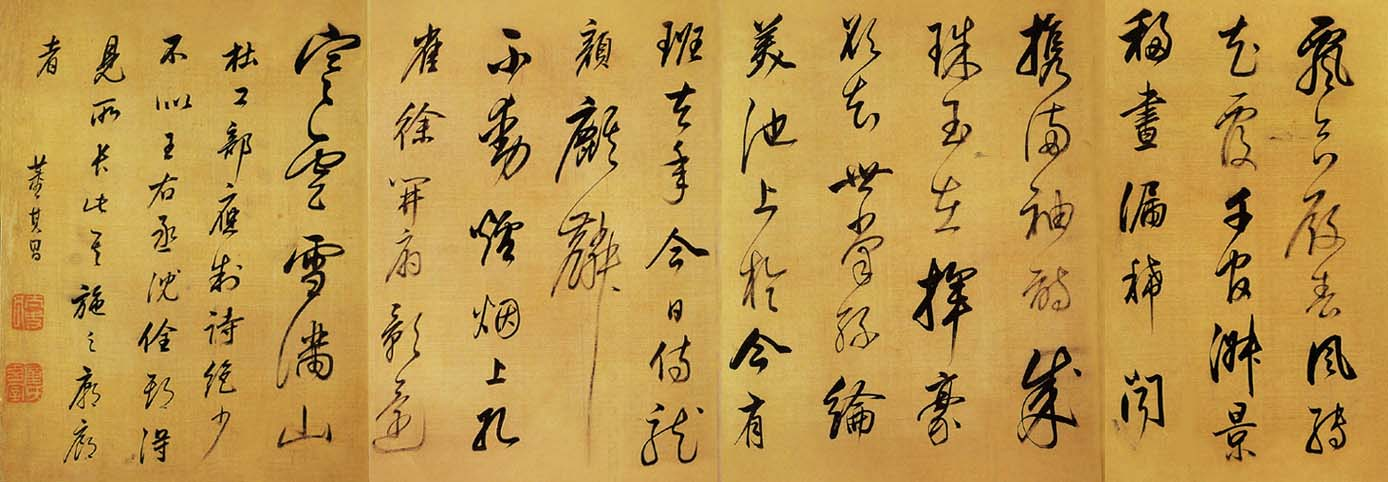
董其昌用行草书写的杜甫诗歌。

晚明书风又有所变化，倡导个性的发扬，最著名的是“南董北王”。“董”即董其昌，曾任南京礼部尚书、太子太保，仕途亨通，是当时的文坛领袖。董其昌艺术修养非常全面，书法和绘画都有极高成就，并擅长书画鉴定和收藏，且精通禅理。他的书法综合了前朝历代各家风格而能自成一路，其书风飘逸空灵，布局疏朗匀称，用墨枯湿浓淡变化多端，被认为是“集古法之大成”。

### 清朝
清康熙帝、乾隆帝兩代皇帝皆推崇董其昌的书法，康熙帝一生勤於書藝，亦臨摹晉、唐二朝以來的古帖。後得沈荃的指點，再加上沈荃乃出自晚明書法大家董其昌門下，故康熙的行書是承襲了董書之風，另外他也兼取宋、元等名家筆法之長。使得当时追逐功名的学子大多学董书以求仕。“王”即王铎，又称“神笔王铎”。王铎擅长行草，笔法大气，其狂草以势取胜，与魏晋风度大不同。王铎在明亡后出仕清廷，所以世人对其人品多有贬抑，但他的书法在日本受到极度推崇，以致有“后王胜先王”（王铎胜过王羲之）之说。
书法到了明朝，尤其是明朝后期，已经发展成一门独立的艺术。文人学士遭遇仕途不顺，或本来就不愿出仕，转而醉心书画等艺术，有的甚至以卖书鬻画为生。他们多从学习前代大家的作品开始，到后来则形成自家的风格，各人都能依据其性格偏好，发扬个性。到明末，以董其昌为代表，这种发展路径已经达到了它的巅峰，直至清代碑学兴起。
清代書法可分為前期帖學、中期帖學碑學並行及後期碑學三個時期。
明末清初，很多書法家慢慢放棄學習晉唐的帖本風格，反而學習更古老的漢朝碑刻的隸書體。漢隸碑刻屬於左規右矩，法度森嚴一派，為官定的標準書體。
清初著名的書法家有金農。他原名司農，字壽門，又字吉金，號冬心。雖然金農以賣書畫為業，名噪江南，但亦善於書法，他的隸書古拙厚重，楷書自創格調，自稱「漆書」。他的代表作有《隸書詩》。鄭燮，字克柔，號板橋，揚州府屬興化縣人，他有詩、書、畫三絕，「揚州八怪」之一的他十分重視詩、書、畫三者的結合，用詩文為畫點題，並穿插於畫面之中，形成不可分割的部分。鄭簠，字汝器，號谷口，江蘇上元人。主攻詩詞，擅書法，精篆刻，臨漢碑三十餘年，博採漢碑各體之長，成了清代隸書名家。
到了清代中期，書法受到考據學的影響，書法家追求年代更久遠的篆書。於是篆、隸書體得以復興，而書法家更利用篆、隸書法的線條趣味來寫楷書或行書，這種新的書法風氣，被稱為「碑學」。

## 研究書目
- 中田勇次郎著，盧永璘譯：《中國書法理論史》（天津：天津古籍出版社，1987）。